# 明日の壁をぶち破れ
『明日の壁をぶち破れ』（あすのかべをぶちやぶれ、原題：Billy Jack）は、1971年5月1日に公開されたアメリカ映画。監督はT.C.フランク。ビリー・ジャックシリーズの2作目にあたる。

## あらすじ
インディアンの血を引くビリー・ジャックは、居留地に侵入してくる白人との戦いを続けていた。
ある日、保安官の娘が妊娠し、居留地のとある学校に匿われる。

## キャスト
- トム・ローリン：ビリー・ジャック
- ドロレス・テイラー：ジャーン・ロバーツ
- クラーク・ホワット：シェリフ・コール